# Aeonium dodrantale
Aeonium dodrantale és una espècie de planta suculenta del gènere Aeonium, de la família de les Crassulaceae.

## Descripció
És una perenne suculenta, de fins a 6 cm d'alçària. Creix en forma de rosetes sense tija, amb fulles densament agrupades, inclús en època de creixement.
Les rosetes són de forma de tassa o d'urna, de fins a 6 cm de diàmetre, emetent brots laterals amb tiges de fins a 8 cm. Les rosetes es tanquen fortament en la temporada seca.
Les fulles són de 2 a 3,5 cm de llarg, d'1 a 1,5 cm d'ample, i d'1 a 2 mm de gruix, obovat-espatulat, apicalment arrodonides o truncades, sovint retuses, base àmpliament cunada o lleugerament atenuada, glauques, sovint amb pèls glandular molt fins quan és jove, més tard glabre, marge hialí, de color verd pàl·lid.
La inflorescència apareix a la primavera, amb una tija gruixuda de fins a 25 cm d'alçària, amb poques flors.
Les flors són de 18 a 23 parts; sèpals glandular-pubescents; pètals de 6 a 7 mm de llarg i d'1 a 1,5 mm d'ample, oblanceolats, aguts, de color groc intens; filaments glabres.

## Distribució
Planta endèmica de l'est i l'oest de l'illa de Tenerife, a les Canàries. Creix de 150 a 1200 m d'altitud.

## Taxonomia
Aeonium dodrantale (Willd.) T.Mes va ser descrita per Theodorus Hendrikus Maria Mes i publicada a in H. 't Hart & U. Eggli (eds.), Evol. & Syst. Crassulac. 41 (1995).
dodrantale és un epítet llatí que significa 'de 9 polzades d'alçària', en referència a l'alçària de la inflorescència.
Sinonímia
- Sempervivum dodrantale  Willdenow (1809)  / Greenovia dodrantalis  (Willdenow) Webb & Berthelot (1840)

- Greenovia gracilis Bolle  (1859) / Sempervivum gracile  (Bolle) Christ (1888)
- Bea tinerfeña (nom comú).[6]